# Bolman
Bolman (srp. ćir. Болман; mađ. Bolmány), naselje u Općini Jagodnjak, u Osječko-baranjskoj županiji (Republika Hrvatska). 

## Zemljopisni položaj
Bolman je smješten u zapadnom dijelu Baranje, u mikroregiji Baranjske nizine. Udaljen je 8 km sjeverozapadno od sjedišta općine Jagodnjaka, 32 km od Osijeka i 12 km od Belog Manastira. Nalazi se na županijskoj cesti Ž4040 (D517 – Bolman – Novi Bolman – Jagodnjak – Novi Čeminac – Uglješ – Švajcarnica /D7/). Autobusnim vezama povezan je s Belim Manastirom i Osijekom.
Leži u ravnici koja se blago spušta od sjevera prema jugu (prema rijeci Dravi). Naselje je okruženo poljima što se prostiru sve do pridravskog nasipa (benta). Između nasipa i Drave je šumsko područje.

## Stanovništvo
Na popisu stanovništva 2011. godine, Bolman je imao 520 stanovnika.
| broj stanovnika | 1498  | 1618  | 1658  | 1837  | 1866  | 1809  | 1709  | 2211  | 1219  | 1258  | 1268  | 1098  | 826   | 741   | 450   | 520   | 368   |
|                 | 1857. | 1869. | 1880. | 1890. | 1900. | 1910. | 1921. | 1931. | 1948. | 1953. | 1961. | 1971. | 1981. | 1991. | 2001. | 2011. | 2021. |

### Popis 1991.
Na popisu stanovništva 1991. godine, naseljeno mjesto Bolman je imalo 741 stanovnika, sljedećeg nacionalnog sastava:
| Popis 1991.     | Popis 1991. | Popis 1991. | Popis 1991. |
| --------------- | ----------- | ----------- | ----------- |
| Srbi            | 586         | 79,08%      |             |
| Hrvati          | 86          | 11,60%      |             |
| Jugoslaveni     | 33          | 4,45%       |             |
| Romi            | 14          | 1,88%       |             |
| Mađari          | 5           | 0,67%       |             |
| Makedonci       | 2           | 0,26%       |             |
| Rumunji         | 2           | 0,26%       |             |
| Muslimani       | 1           | 0,13%       |             |
| ostali          | 2           | 0,26%       |             |
| neopredijeljeni | 10          | 1,34%       |             |
| ukupno: 741     |             |             |             |

## Povijest
U Drugom svjetskom ratu, kod Bolmana je od 6. do 21. ožujka 1945. godine vođena Bolmanska bitka.
Do teritorijalne reorganizacije u Hrvatskoj nalazio se u sastavu stare općine Beli Manastir.

## Poznate osobe
- Svetomir Bojanin, psihijatar i neuropsiholog
- Stevan T. Petrović, pjesnik[4]

## Znamenitosti
- Pravoslavna crkva svetih apostola Petra i Pavla
- spomenik palim borcima tijekom Bolmanske bitke

## Šport
- NK Jovan Lazić Bolman, županijski ligaš